# Joaquín Gutiérrez de la Vega López
Joaquín Gutiérrez de la Vega López (Sevilla, 16 de febrer de 1830–?, ?) va ser un pintor espanyol.
Va ser el fill menor de José Gutiérrez de la Vega. Com la resta dels seus germans, va ser deixeble del seu pare. Estudià a l'Escola de Belles Arts de Santa Isabel d'Hongria de Sevilla i a la de Sant Ferran de Madrid. Per mediació del seu pare va obtenir l'encàrrec de realitzar els retrats de les reines Sança de Lleó (1851) i Ermessenda d'Astúries (1854) de la Sèrie Cronològica dels Reis d'Espanya. El 1859 es traslladà a París i va assistir al taller de Léon Cogniet, on es va especialitzar en pintura d'història i paisatge. Es desconeix la data de la seva mort, si bé encara se'l documenta el 1886.